# 郭丽娜
郭丽娜（1963年—），锡伯族，中华人民共和国政治人物、第十一届全国政协委员。
担任新疆维吾尔自治区建筑设计研究院副总工程师。2008年，当选第十一届全国政协委员，代表少数民族界，分入第四十九组。